# Midwelian
Midwelian egy bájos Kósza[pontosabban?] szerepébe bújt, független VTuber, aki magyar nyelven közvetít változatos tartalmakat Twitchen és YouTube-on.
A téma középpontjában általában a videójátékok állnak. Kedvenc kategóriái a könnyed, a nyílt világú, a történetgazdag, a kaland, a rejtvény, a cicás, a varázslatos és a túlélő.
Ami a rajzolást illeti, szívesen alkot hagyományos és digitális eszközökkel, vagy különböző technikák ötvözésével. Mindent kipróbál, ami felkelti a kreatív kíváncsiságát. Amikor az alkotás folyamatát közvetíti, szívesen ad tanácsokat az érdeklődőknek. Legtöbbször póló, bögre vagy egyéb szublimálható ajándéktárgyra szánt mintát, valamint Twitch és Discord emótát készít.

## Személyiség
Mido nyitott és megértő. A kedves őszinteség, az udvariasság és a jóindulat fontos értékek számára. Ugyanakkor az élő közvetítések során előszeretettel hozza zavarba a régi, közkedvelt nézőit, ezzel megtréfálva őket.

## Megjelenés
Noha Mido alakváltó, tudja, hogy az emberek számára fontos a könnyű felismerhetőség és a rendszeresség, ezért többnyire ugyanolyan alakban és azonos időben jelenik meg a rajongói előtt. Külsőre egy hosszú, fekete hajú macskalány igéző, sárga szemekkel és porcelánfehér bőrrel. Fodros ruhát, csillagos fejpántot és drágaköves nyakláncot visel. Öltözékét masnik ékesítik.

## Rajongók
Követőit (kis)cicáknak hívja.
Habár a közönsége javarészt felnőttekből áll, Mido mégis cenzúrázza az esetlegesen felmerülő komolyabb témákat, hogy fenntartsa a családbarát közeget. Szeretné, ha az adásaira véletlenül odatévedő fiatalok jó példát tudnának venni tőle.
Ennek érdekében rejtette az "érzékeny" tartalmait egy titkos és jól őrzött (fizető)fal mögé.